# Franciza Indiana Jones
Indiana Jones este o serie americană de filme și seriale creată de George Lucas și axată în jurul personajului Dr. Henry Walton „Indiana” Jones Jr., profesor de arheologie. Saga este alcătuită din cinci filme și un serial de televiziune.
Primele patru filme au fost regizate de Steven Spielberg și produse de George Lucas care a scris și povestea pentru fiecare film în cauză, și a supravegheat serialul de televiziune. Cea de-a cincea parte a fost regizată și co-scrisă de James Mangold. Harrison Ford este interpretul principal al personajului omonim. De asemenea, au fost lansate benzi desenate, romane și jocuri video bazate pe filme.

## Filme
- Indiana Jones și căutătorii arcei pierdute (1981)
- Indiana Jones și templul morții (1984)
- Indiana Jones și ultima cruciadă (1989)
- Indiana Jones și regatul craniului de cristal (2008)
- Indiana Jones și cadranul destinului (2023)

## Seriale de televiziune
- Aventurile tânărului Indiana Jones (1992-1996)

## Literatură

### Romane pentru adulți
Prima romanizare a fost Raiders of the Lost Ark, roman scris de Campbell Black și publicat de Ballantine Books în aprilie 1981.  A fost urmat de romanul Indiana Jones and the Temple of Doom, scris de James Kahn and published și publicat de Ballantine în mai 1984.

## Jocuri video
- 1982: Raiders of the Lost Ark pentru Atari 2600
- 1985: Indiana Jones and the Temple of Doom pentru Atari
- 1988: emple of Doom pentru NES (Nintendo)
- Indiana Jones and the Last Crusade: The Action Game
- 1989: Indiana Jones and the Last Crusade: The Graphic Adventure
- 1991: Indiana Jones and the Last Crusade pentru NES
- 1992: Indiana Jones and the Fate of Atlantis, editor Lucas Arts
- 1994: Indiana Jones’ Greatest Adventures pentru Super Nintendo Entertainment System
- 1994: Indiana Jones and the Iron Phoenix editor Dark Horse Comics
- 1996: Indiana Jones and his Desktop Adventures
- 1996: Indiana Jones and the Infernal Machine, editor Lucas Arts (pentru PC). Relansat pentru Nintendo 64 și Game Boy Colorîn 2001.
- 2003: Indiana Jones and the Emperor's Tomb
- 2008: Lego Indiana Jones: The Original Adventures
- 2008: Lego Indiana Jones: The Original Adventures dezvoltator Traveller's Tales, editor LucasArts.
- 2009: Indiana Jones and the Staff of Kings
- 2011: Indiana Jones Adventure World